# Ördögűzés (film)
Az Ördögűzés (eredeti cím: The Exorcism) 2024-ben bemutatott amerikai természetfeletti horrorfilm, amelyet M. A. Fortin és Joshua John Miller forgatókönyvéből John Miller rendezett. A főbb szerepekben Russell Crowe, Sam Worthington, Chloe Bailey, Adam Goldberg, Adrian Pasdar és David Hyde Pierce látható.
Amerikában 2024. június 21-én mutatták be a mozikban. Magyarországon július 4-én jelent meg a Fórum Hungary forgalmazásában. 

## Cselekmény
New Yorkban egy színész egyedül ellenőrzi egy természetfeletti horrorfilm forgatását; furcsa dolgok történnek, és rejtélyes módon megölik.
A rendező az öregedő, alkoholista színészt, Anthony Millert bízza meg a film egyik papjának szerepére. Anthony középiskolából felfüggesztett lánya, Lee a személyes asszisztense a filmben; mindketten az anyjuk halálát heverik ki. Miller szexuális zaklatás áldozataként szerzett múltja kiderül, és a filmforgatáson és azon kívül is nehézségei támadnak, gyakran vannak visszaemlékezései a molesztálásáról. A rendező megbeszéli, hogy leváltja őt, és kigúnyolja Miller zaklatott múltját és elveszett hitét. Lee egyre inkább aggódik apja bizarr viselkedése miatt, aki többek között megvágja magát, alvajár, és nem hajlandó szedni a gyógyszereit.
Közben Lee összebarátkozik Blake-kel, egy népszerű tévés színésznővel, aki a filmben egy megszállott lányt alakít. Ők ketten konzultálnak Conor atyával, egy katolikus pappal és pszichiáterrel, aki a film tanácsadója, Miller ijesztő viselkedéséről. Miller úgy viselkedik a forgatáson, mintha megszállták volna, eltorzítja a testét, és a fejét az asztalba csapja. Őt Joe helyettesíti, aki egy másik pap karakterét játszotta. Amikor egyedül van a forgatáson, Joe meglátja Miller fantomját, és egy tükörből kirepülő üveg megöli. Otthon Miller hirtelen megtámadja Lee-t, majd kiugrik az ablakon.
Conor atya úgy dönt, hogy a forgatás alatt ördögűzést hajt végre. Lee megbénulva találja őt és Blake-et az immár megszállt Miller előtt, aki kigúnyolja Lee próbálkozásait, hogy imakönyvet használjon. Sikerül megégetnie őt egy feszülettel, ami kiragadja Conort és Blake-et a bénultságból. Conor találomra feladja, és felajánlja magát a démonnak, és azt mondja a lányoknak, hogy fussanak. Miután Conort megszállta, Miller felébred, hogy leszúrja a feszülettel, és őszintén használja az imakönyv ördögűzési rítusát, mivel Lee is csatlakozik hozzá; Conor lángra kap, és a démon legyőzi.
Később, egy másik helyszínen Miller felidézi, hogyan javultak a dolgok közte és a lánya között. Lee hamarosan elkezd dolgozni egy filmforgatókönyvön.

## Szereplők
| Szerep         | Színész           | Magyar hang      |
| -------------- | ----------------- | ---------------- |
| Anthony Miller | Russell Crowe     | Kőszegi Ákos     |
| Joe            | Sam Worthington   | Széles Tamás     |
| Lee Miller     | Ryan Simpkins     | Szabó Luca       |
| Blake Holloway | Chloe Bailey      | Lamboni Anna     |
| Conor atya     | David Hyde Pierce | Rosta Sándor     |
| Monica         | Marcenae Lynette  | Makay Andrea     |
| Regina         | Tracey Bonner     | Virághalmy Judit |
| Jennifer Simon | Samantha Mathis   | Bérces Gabriella |
| Tom            | Adrian Pasdar     | Czvetkó Sándor   |
| Peter          | Adam Goldberg     | Rajkai Zoltán    |

### Magyar változat
- Főcím: Egressy G. Tamás
- Magyar szöveg: Kis János
- Hangmérnök és vágó: Szabó Miklós
- Gyártásvezető: Boskó Andrea
- Szinkronrendező: Kosztola Tibor
- Produkciós vezető: Jávor Barbara

A szinkront a Dub 4 Stúdió készítette el.

## A film készítése
2019 októberében jelentették be, hogy Russell Crowe csatlakozott az akkor még The Georgetown Project címen futó film szereplőgárdájához, a rendező Joshua John Miller lett, aki a forgatókönyvet M. A. Fortinnal közösen írta. A filmet a Miramax gyártotta. 2019 novemberében Ryan Simpkins, Chloe Bailey, Sam Worthington, David Hyde Pierce, Tracey Bonner, Samantha Mathis, Adrian Pasdar és Adam Goldberg csatlakozott a stábhoz.
A forgatás 2019 novemberében kezdődött az észak-karolinai Wilmingtonban, és decemberben fejeződött be. A további forgatások a Covid19-pandémia miatt elmaradtak, és csak 2023-ban kezdődtek meg New Yorkban, Los Angelesben és Ausztráliában. Az utómunka csak 2024 januárjában fejeződött be. 2024 áprilisára a film új címet kapott: Ördögűzés.

## Bemutató
2024 áprilisában a Vertical megvásárolta a film észak-amerikai forgalmazási jogait, és 2024. június 21-re tűzte ki az amerikai bemutatót. A Shudder megszerezte a film előfizetési jogait is. 